# Бреоган

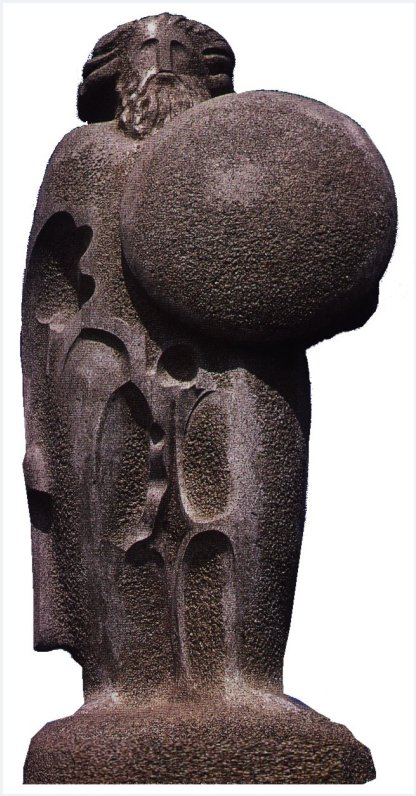
Статуя Бреогана в Ла-Корунья

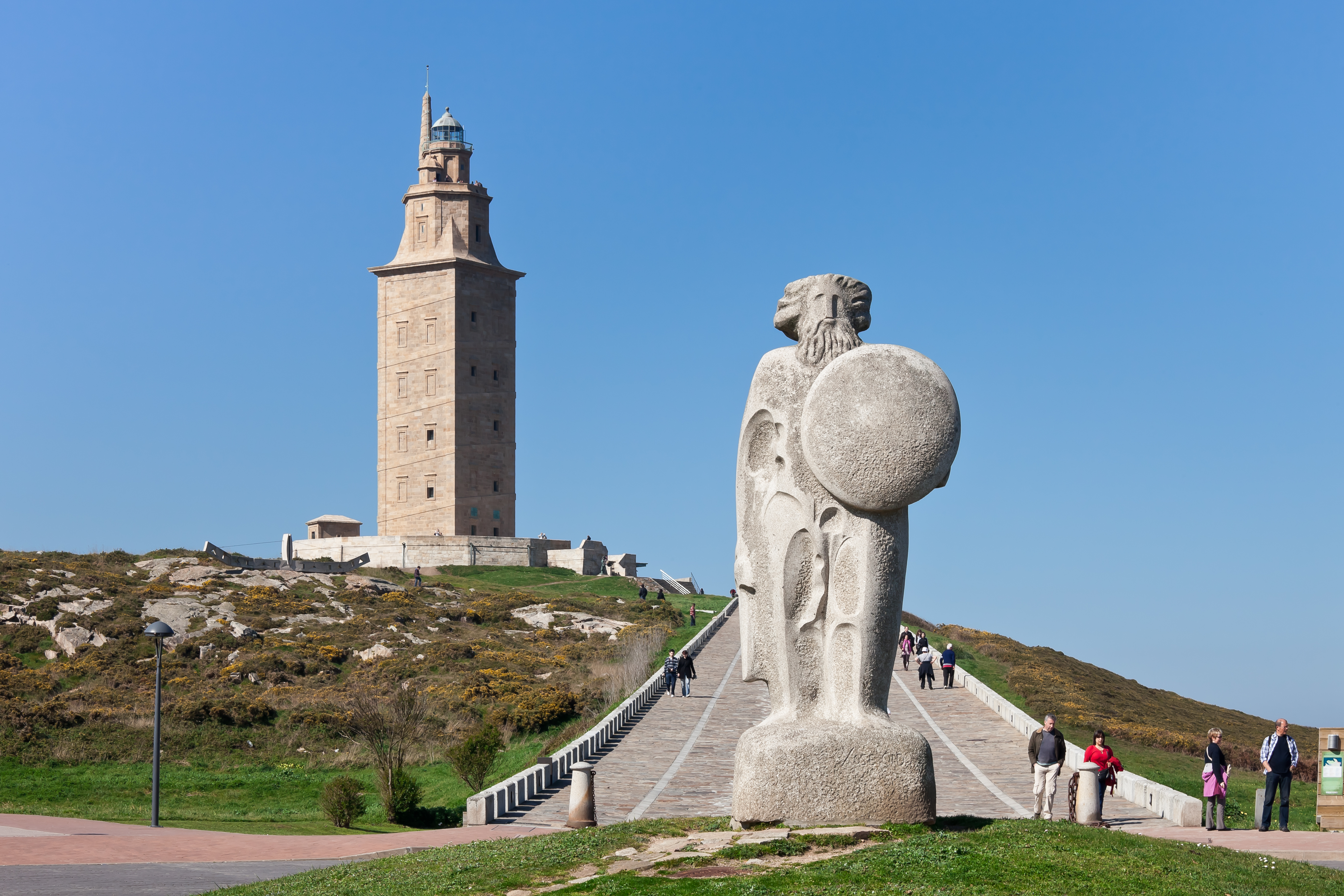
Статуя Бреогана та Вежа Геркулеса в Ла-Корунья

Бреоган, також Брегон або Бричдан — персонаж, що згадується в Книзі захоплення Ірландії, середньовічній хроніці історії Ірландії. Він, начебто був сином Браза і описується як міфічний пращур галів. «Лебор Габала» описує, що гали нібито походять від Адама через синів Ноя і як вони прийшли до Ірландії.
Оповідається, що гали провели 440 років в мандрах Землею, і зазнали низки випробувань і страждань. Зрештою вони відплили до Іберії і завойовують її. Там один з їхніх ватажків, Бреоган, засновує місто під назвою Бригантія і будує велику вежу. З вершини вежі його син Іт бачить Ірландію. Гали, включаючи деяких синів Бреогана, відпливають до Ірландії з Бригантії і погоджуються розділити її між собою та Туата Де Дананн, ірландськими язичницькими богами, які займають "Кельтський інший світ". Бригантія, ймовірно, співвідноситься з містом Ла-Корунья на території сучасної Галісії а Вежа Бреогана співвідноситься з Вежою Геркулеса побудованою римлянами.

## Зовнішні посилання
- Historical timeline of the Tower of Brigantia, whence the Milesians left for Ireland [Архівовано 2 квітня 2012 у WebCite]
- Why is Galicia Breogan's Nation?